# Blackwood River
Blackwood River är ett vattendrag i Australien. Det ligger i delstaten Western Australia, omkring 270 kilometer söder om delstatshuvudstaden Perth. Blackwood River ligger vid sjön Swan Lake.
Genomsnittlig årsnederbörd är 1 147 millimeter. Den regnigaste månaden är maj, med i genomsnitt 198 mm nederbörd, och den torraste är februari, med 10 mm nederbörd.